# Spondylurus monitae
Spondylurus monitae — вид сцинкоподібних ящірок родини сцинкових (Scincidae). Ендемік Пуерто-Рико. Описаний у 2012 році.

## Поширення і екологія
Spondylurus monitae є ендеміками острівця Моніто. Вони живуть в сухих чагарникових і кактусових заростях.

## Збереження
МСОП класифікує цей вид як такий, що перебуває на межі зникнення. Spondylurus monitae загрожує знищення природного середовища, а також хижацтво з боку інтродукованих тварин.